# Nombres de los griegos
Los habitantes de Grecia se denominan a sí mismos helenos (en griego antiguo Ἕλληνες; en griego moderno Έλληνες; en latín, Graeci), aunque han empleado y han sido conocidos por diferentes nombres a lo largo de la historia. Prácticamente toda nueva etapa histórica vino acompañada por la adopción de un nuevo término, ya fuese este completamente nuevo, remotamente antiguo, rescatado de la tradición o aportado por un pueblo extranjero.
A modo de ejemplo, los soldados que cayeron en la batalla de las Termópilas lo hicieron bajo el nombre de helenos. Posteriormente, en la Judea helenística, la palabra heleno modificó su significado para denotar a alguien que había abrazado el modo de vida griego; así, los libros de los Macabeos aluden con este nombre a los judíos que habían adoptado la cultura griega. En las escrituras del Nuevo Testamento, heleno se usa también como un término representativo de todos los pueblos no judíos (Epístola a los Gálatas 3:28). A finales de la Edad Antigua, los griegos se denominaban a sí mismos romeos o romios, es decir, «romanos»; téngase presente que a partir del año 212 prácticamente todos los griegos eran ciudadanos romanos. Tras la conversión al cristianismo del Imperio romano, heleno pasó a ser sinónimo de pagano. 
Por lo que respecta al nombre de «griegos», este término fue empleado por los europeos occidentales. La adopción del mismo se produjo a partir del contacto con los colonos de la Magna Grecia, que llegaron en el siglo VIII a. C. Posiblemente estos primeros colonos eran descendientes de los dorios. En cuanto a los pueblos asiáticos, los persas y los turcos emplearon la palabra jonios, que se refiere a la región de la Grecia Antigua situada en la costa de Asia Menor. Curiosamente, en georgiano se utiliza un gentilicio único para los griegos: ბერძენი, berdzeni. Esta denominación deriva de la voz georgiana para sabio, lo que se considera una alusión al hecho de que la Filosofía nació en Grecia.

## Dánaos (Δαναοί), argivos (Ἀργείοι) y aqueos (Ἀχαιοί)
En la Ilíada de Homero, las fuerzas griegas que asedian Troya son mencionadas con tres nombres diferentes: los argivos (en griego Ἀργείοι, Argeíoi; empleado 29 veces en el texto), los dánaos (Δαναοί, Danaoí; usado 138 veces) y los aqueos (Ἀχαιοί, Achaioí; usado 598 veces).
Argivos procede de la antigua ciudad de Argos. El nombre deriva de la raíz arg-, que significa ‘brillante, reluciente’. Este lexema aparece en árgyros (ἄργυρος, que significa ‘plata’), argós (ἀργός que significa ‘brillante’) o en la palabra latina argentum ‘plata’. Dánaos es la denominación que se atribuye a la primera tribu en dominar el Peloponeso y el área alrededor de Argos. Con respecto a los aqueos, Pausanias indica que, desde Ftiótide, habían pasado al Peloponeso, donde estaban establecidos en Laconia y Argólide, hasta que fueron expulsados de allí por los dorios. Entonces ellos, a su vez, expulsaron a los jonios de la parte septentrional de la península del Peloponeso y llamaron a esa zona Acaya.

## Los helenos (Ἕλληνες)
En el Catálogo de las naves de la Ilíada los helenos constituían un grupo relativamente pequeño, pero vigoroso. Entre sus principales asentamientos estaban Alo, Álope, Traquina y Argos Pelásgico. Se han propuesto varias etimologías para la palabra «helenos», pero ninguna ha sido ampliamente aceptada. Entre ellas se incluyen sal («rezar»), ell («montañoso») y sel («iluminar»). Un estudio más reciente sigue la pista de una ciudad denominada «Hellás», próxima al río Esperqueo, que todavía se conoce por ese nombre. No obstante, existe certeza acerca de que la raza helénica está relacionada con los selloí (Σελλοί), los sacerdotes del Oráculo de Dódona en el Epiro. Homero describe a Aquiles rezando al Zeus de Dódona como al dios ancestral: «Rey Zeus, señor de Dódona, dios de los pelasgos, que vives en la lejanía y reinas en Dódona, de frío invierno, donde habitan tus profetas los sello, con los pies sin lavar y que han de dormir en el suelo».
Ptolomeo denomina al Epiro como «Hélade primordial» y Aristóteles recoge que un antiguo diluvio fue más severo «en la antigua Hélade, entre Dódona y el río Aqueloo [...]. Aquí habitaban los selloí y aquellos que antiguamente se denominaban graeci y ahora helenos». En consecuencia, la hipótesis de que los helenos fuesen una tribu del Epiro que más tarde emigró al sur hacia Ftía, en Tesalia, parece ser válida. La propagación del culto a Zeus desarrollado en Dódona (era una tendencia entre los griegos el formar comunidades y anfictionías cada vez mayores) y la creciente popularidad del culto de Delfos provocaron que el nombre se extendiese al resto de la península, que más tarde cruzase el mar Egeo hacia el Asia Menor y que por último llegase en el oeste a Sicilia y al sur de Italia, región que se conocía como Magna Grecia.
La primera aparición de la palabra helenos usando el sentido amplio del término se produce, según el geógrafo Pausanias, en una inscripción realizada por Ejembroto que fue dedicada a Heracles por su victoria en los Juegos Píticos, en el tercer año de la 48.ª Olimpiada (584 a. C.). Al parecer,  este significado comenzó a emplearse en el siglo VIII a. C. dentro de los Juegos Olímpicos y su uso se consolidó alrededor del siglo V a. C. Después de las guerras médicas apareció una inscripción en Delfos celebrando la victoria sobre los persas y alabando a Pausanias como el general al mando de los helenos. La conciencia de una unidad entre todos los helenos fue promovida por los festivales religiosos, en particular por los misterios eleusinos, en los cuales todos los participantes debían hablar griego; también fue impulsada de manera importante en los cuartos Juegos Panhelénicos (dentro de ellos se incluían los Juegos Olímpicos), en los cuales los concursantes eran admitidos en función de la tribu a la que pertenecían. No se permitía el concurso ni de mujeres ni de hombres que no fuesen griegos. Con posterioridad se producirían algunas excepciones a esta última regla, como la impulsada por el emperador Nerón, hecho que fue un símbolo de la hegemonía romana.
Bastante tiempo después de que se produjesen las migraciones históricas de los cuatro grupos tribales que los griegos reconocían, se comenzaron a desarrollar genealogías mitológicas para los mismos, según las cuales cada uno de estos grupos descendía de un fundador, cuyo nombre habría servido de epónimo para el de su pueblo. Esta clasificación tuvo su influencia en el modo en que cada uno de estos pueblos norteños era percibido. De acuerdo con la principal leyenda, Helén, hijo de Deucalión y de Pirra, recibió de la ninfa Orseis tres hijos: Doro, Juto y Eolo. Doro y Eolo dieron su nombre a dos de las tribus: los dorios y los eolios. Juto tuvo dos hijos, Aqueo e Ion, que dieron nombre a los aqueos y a los jonios, respectivamente. 
En la época de la guerra de Troya, a los habitantes del Epiro, de Molosia y Macedonia no se les consideraba helenos, ya que el nombre se limitaba a una pequeña tribu de Tesalia de la que Aquiles era miembro. No obstante, después de que el término se extendiese a todos los pueblos al sur del monte Olimpo, todavía siguió excluyendo a estos pueblos norteños de origen común. Uno de los factores decisivos que contribuyó a ello fue su negativa a participar en las guerras médicas, que fueron consideradas como un suceso trascendental por todos los helenos; con anterioridad a dichas guerras, representantes de estas tribus habían llegado a ser aceptados en los Juegos Olímpicos y habían competido junto a otros helenos. Tucídides llamó bárbaros a los habitantes de Acarnania, Etolia, Epiro y Macedonia, aunque lo hizo en un sentido estrictamente lingüístico. En cambio, el orador ateniense Demóstenes dijo que los macedonios eran peores que los bárbaros en su discurso Tercera Filípica, dirigido a Filipo II. Sin plantearse la cuestión de su origen, Demóstenes criticó que los macedonios no se hubiesen adherido a los estándares culturales helénicos: «no sólo no son helenos ni relacionados con los helenos, ni tan siquiera merecen la dignidad de ser llamados bárbaros, sino que son pestilentes truhanes de Macedonia, de donde todavía no ha sido posible comprar un esclavo decente». Polibio, en cambio, se refiere a las tribus del oeste de la Hélade, el Epiro y Macedonia como helénicas en todos los aspectos.

### Helenos y bárbaros
En los siglos siguientes, «heleno» adoptó un significado más amplio, pasando a referirse a los pueblos civilizados, en contraposición con el término bárbaro, que aludía a los incivilizados.
Las tribus griegas se dieron cuenta rápidamente de que no hablaban la misma lengua que sus vecinos, por lo que tomaron la palabra βάρβαρος (bárbaros, «bárbaro») para ellos, con el significado de «hablante de una lengua extranjera». Se cree que el origen del término es onomatopéyico: bar-bar imitaría un tartamudeo, que es como a los hablantes de griego les sonaría el idioma de los extranjeros. Este fenómeno también se produjo en la civilización egipcia, quienes, según Heródoto, «llamaban bárbaros a todos aquellos que hablasen una lengua diferente». En años posteriores, también lo harían los eslavos, quienes les dieron a los germánicos el nombre nemec, que significa «mudo», mientras que ellos se autodenominaban slověnski o «pueblo del mundo». 
En su comedia Las Aves, Aristófanes llama «bárbaro» a un supervisor analfabeto que, sin embargo, enseña a hablar a las aves. Esto se debe a que el término comenzó a tomar un sentido peyorativo y pasó a ser empleado para aludir al modo de vida de los extranjeros, hasta acabar siendo sinónimo de «inculto» o «incivilizado». Por tanto, «un hombre analfabeto también es un bárbaro». De acuerdo con Dionisio de Halicarnaso, un heleno se diferenciaba de un bárbaro en cuatro aspectos: el lenguaje refinado, la educación, la religión y el imperio de la ley. Por su parte, Pablo de Tarso consideró su obligación predicar el Evangelio a todos los hombres: «helenos y bárbaros, tanto sabios como ignorantes».
La distinción entre helenos y bárbaros perduró hasta el siglo IV a. C. Eurípides pensaba que era plausible que los helenos gobernasen a los bárbaros, ya que los primeros estaban predestinados a la libertad y los segundos a la esclavitud. Aristóteles llegó a la conclusión de que «la naturaleza de un bárbaro y la de un esclavo es la misma». Las distinciones raciales se atenuaron por medio de las enseñanzas de los estoicos. Estos distinguían entre naturaleza y convención y sostenían que todos los hombres eran iguales ante Dios, por lo que, por naturaleza, un hombre no podía darle un trato desigual a otro.
Con el paso del tiempo, ser heleno pasó a considerarse, en palabras de Isócrates, un rasgo intelectual y no racial. Las conquistas de Alejandro Magno consolidaron la influencia griega en el Este, exportando la cultura griega a Asia y transformando permanentemente la cultura y la sociedad en la región. Isócrates declaró en su discurso Panegírico: «Atenas ha dejado tan atrás al resto de la humanidad en cuanto a pensamiento y expresión que sus alumnos se han convertido en los maestros del mundo, y ella ha hecho que el nombre de la Hélade ya no sea distintivo de raza, sino de intelecto, y que el título de heleno sea una insignia de educación en lugar de origen». Con pequeñas reformas, la civilización helenística supone la evolución de la de la Grecia Clásica a una civilización con dimensiones globales, abierta a todo el mundo. De modo similar, el término heleno evolucionó de ser un nombre nacional que aludía a la etnia griega a ser un término cultural empleado con todo aquel que orientaba su vida de acuerdo con los cánones griegos.

## Los griegos (Γραικοί), los jonios (Ἴωνες) y Javán (יָוָן)

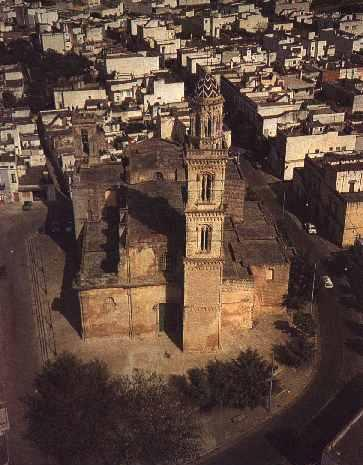
Soleto es una de las nueve ciudades con habla griega de la provincia de Apulia, Italia. Sus habitantes son descendientes de la primera ola de colonos griegos que llegaron al sur de Italia y a Sicilia en el siglo VIII a. C. El dialecto que hablan se deriva del griego dórico de los colonos y evolucionó independientemente del griego helenístico. La gente de estas ciudades se llaman a sí mismos grekos, del latín graecus, y se consideran a sí mismos helenos.

La palabra castellana «griego» se deriva de la latina «graecus», que a su vez procede de la voz griega ɣραικός (graikós), el nombre de una tribu de Beocia que emigró a Italia en el siglo VIII a. C.  También se dice que hubo un semidiós epónimo: Greco (Γραικός).  Por este nombre fueron conocidos los griegos en el oeste de Europa. Homero recogió a las fuerzas de Beocia dentro de la enumeración de naves que realizó en la Ilíada. Además, proporcionó la primera evidencia conocida de una ciudad de Beocia llamada Grea, mientras que Pausanias mencionó que Grea era el nombre de la antigua ciudad de Tanagra. Cumas, una ciudad situada al oeste de Neápolis (la actual Nápoles) y al sur de Roma, fue fundada por colonos de Cime y Calcis junto con los graeci, los cuales, al entrar en contacto con los romanos, fueron los responsables de que estos últimos aplicasen su nombre para denominar a todas las tribus helénicas.
Como ya se ha comentado, Aristóteles es la fuente más antigua en usar esta palabra, ya que relata cómo un diluvio arrasó el Epiro central, una tierra donde sus habitantes solían ser llamados ɣραικοί (graeci) para ser después conocidos como Ἕλληνες («helenos»). Según Hesíodo, Greco era en la mitología un primo de Latino. El nombre de este personaje parece estar relacionado con la palabra ɣηραιός («anciano»), que era uno de los títulos que se les daba a los sacerdotes de Dódona; recordemos que éstos también eran denominados selloí, por lo que aparece una relación entre los dos nombres básicos de los griegos.
Bajo el dominio romano, a medida que éstos se esforzaban por dominar todos los ámbitos de la vida pública, la palabra «griego» fue adquiriendo una connotación despectiva. Horacio empleaba el término con admiración: «Graecia capta ferum victorem cepit et artes intulit agresti Latio» («La derrotada Grecia conquistó a los vencedores y civilizó a los ignorantes latinos»). Pero Cicerón acabó creando el término realmente peyorativo: graeculi.
Un nombre completamente diferente se estableció en el Este. Los pueblos antiguos del Cercano Oriente conocían a los helenos como yunan, derivado de la palabra persa yauna, que procedía a su vez del griego Ἰωνία (Jonia), la costa occidental del Asia Menor. Esta palabra estaba vinculada a la tribu de jonios, a los que los persas conquistaron a finales del siglo VI a. C., extendiendo el significado de la misma a todos los helenos. Todos los pueblos bajo influencia persa adoptaron el término. Así, la voz yavana del sánscrito tiene este origen, apareciendo la misma en fuentes antiguas de este idioma (la primera vez se produjo en la gramática de Pānini). La palabra yunan se emplea en la actualidad en las lenguas persa, árabe (يوناني), azerí, turca, hindi (यूनान), indonesia y malaya. Además, en el este del Mediterráneo se utilizó el nombre de Javán (יָוָן) para referirse a la nación griega, el cual está relacionado con los anteriores. Existe un personaje epónimo con ese nombre en la Biblia.

## Heleno como sinónimo de pagano
Heleno pasó a significar «pagano» en los comienzos del cristianismo y mantuvo ese significado hasta el fin del milenio, periodo durante el cual la primitiva iglesia cristiana se preocupó de acelerar este cambio de significado. Se cree que el contacto con judíos cristianos provocó que algunos cristianos empleasen el término heleno con un sentido de diferenciación religiosa. Los judíos, al igual que los griegos, se diferenciaban en su idioma de los extranjeros; sin embargo, lo hacían de acuerdo con motivos religiosos en vez de con estándares culturales. Así pues, los primeros cristianos adoptaron el término heleno como modo de diferenciación religiosa, provocando que el uso de la palabra como atributo cultural se fuese extinguiendo en beneficio del nuevo significado. Finalmente, los cristianos acabaron aludiendo a todos los paganos con este nombre.
San Pablo aparece usando heleno en los Hechos de los Apóstoles. Lo hace casi siempre en asociación con hebreo, posiblemente con la intención de sumar esas dos comunidades. Heleno se emplea por primera vez con un sentido religioso en el Nuevo Testamento. En el Evangelio según San Marcos 7:26, una mujer llega ante Jesús arrodillándose ante él: «Esta mujer era helena, siriofenicia de nacimiento, y le rogaba que expulsase de su hija al demonio». Ya que la nacionalidad o etnia de la mujer era siriofenicia, «heleno» (traducido como «griego» en algunas versiones, como en la Reina-Valera, y como «pagano» en otras, como las de Ulfilas o Wyclif) debe referirse a su religión. La evolución hacia un significado plenamente religioso fue lenta y se completó alrededor del siglo II o III. El estadista ateniense Arístides reconoció a los helenos como uno de los pueblos paganos más representativos, junto con los egipcios y los caldeos. Más adelante, Clemente de Alejandría informará acerca de un escritor cristiano desconocido que clasificó a todos los pueblos anteriores como helenos y habló de dos naciones viejas y una nueva: la nación cristiana.
Varios libros escritos en esta época muestran con claridad el cambio semántico. Quizá el primero en hacerlo fue Tatiano en su obra Apología a los Griegos,  completada en el año 170, donde critica las creencias paganas a fin de defender las cristianas. La más importante de las obras posteriores es Contra los helenos, denominada originalmente Contra los paganos de acuerdo con los manuscritos más viejos. El título fue cambiado por otro escritor en un tiempo en el que heleno había perdido por completo su significado original relativo a la etnia o a la cultura griega. En ese contexto, heleno significaba simplemente pagano en general, sin distinción de raza. Por otro lado, refiriéndose al fracaso del intento del emperador Juliano de restaurar el paganismo,  el Papa Gregorio I escribió que: «la disputa se resolvió a favor de la cristiandad, mientras que la posición de los helenos quedó seriamente dañada». Medio siglo más tarde, se produjo una protesta de cristianos contra el patriarca de Alejandría, al que acusaron de ser un heleno.
El emperador romano Teodosio I tomó las primeras medidas legales contra el paganismo, pero fueron las reformas jurídicas del bizantino Justiniano I las que impulsaron la persecución del fenómeno a gran escala. El Corpus Juris Civilis contenía dos estatutos que decretaban la total destrucción del "helenismo", incluso en la vida civil, que se hicieron cumplir incluso a los hombres situados en altos puestos. La desaparición oficial del paganismo hizo que los no cristianos se convirtiesen en una amenaza pública, lo que contribuyó a que heleno perdiese todavía más su significado original. Paradójicamente, Triboniano, el jurista de Justiniano encargado del Corpus, era, según la enciclopedia de la Suda, un heleno (pagano).
La acepción de pagano del término heleno ha conseguido pervivir hasta tiempos recientes. Ciertos grupos que apoyan la restauración del culto a los dioses olímpicos se autodenominan politeístas helénicos o helenistas. Fuera de Grecia, estos grupos se preocupan en afirmar que no se consideran griegos por el hecho de llamarse a sí mismos helenos.

## Romanos y romios (Ρωμιοί)

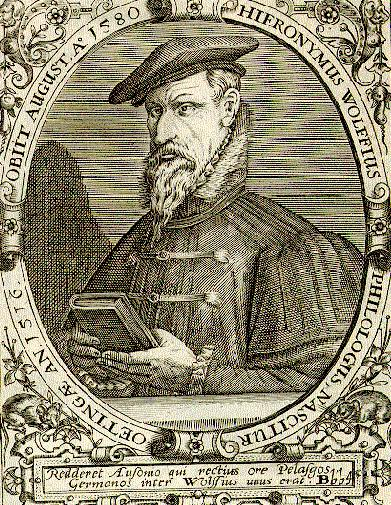
Hieronymus Wolf fue un historiador germánico del siglo XVI. Después de entrar en contacto con los trabajos de Laónico Calcocondilas, continuó estudiando la historiografía bizantina a fin de distinguir la historia griega medieval de la historia de la Antigua Roma.

Durante el final de la Edad Antigua y la Edad Media, los griegos fueron conocidos con el nombre político de «romanos». El término originalmente sólo englobaba a los ciudadanos de la ciudad de Roma, pero tras la promoción de los griegos en el Imperio romano, el término perdió en parte su conexión con los latinos. En el año 212, la Constituio antoniana (o Edicto de Caracalla) del emperador romano Caracalla otorgaba la ciudadanía romana a todos los habitantes libres de las provincias dependientes de Roma. No obstante, los griegos modificaron su título político recién adquirido y empezaron a llamarse a sí mismos «romios» (en griego Ρωμιοί, romioí; la palabra en singular es Ρωμιός, romiós). Con la acuñación de este nuevo nombre pretendían reafirmar su doble condición de ciudadanos romanos y de herederos de la historia, la cultura y la lengua helénicas. Además, esta palabra también aludiría a la afiliación de los griegos a la Iglesia ortodoxa, persiguiéndose con ello que la cristianización del Imperio romano sólo supusiese la degradación del término heleno, pero no la del pueblo al que originalmente aludía. La palabra romios pasó a englobar a todos los griegos que formaban parte del Imperio bizantino. Los griegos todavía la emplean hoy en día, aunque en contadas ocasiones, siendo el nombre nacional más popular después de heleno.
Este préstamo extranjero tuvo en sus comienzos un significado más político que nacional, dentro de las aspiraciones de Roma de englobar a todas las naciones del mundo bajo su dominio y religión. Hasta comienzos del siglo VII, cuando el Imperio bizantino todavía se extendía por amplias regiones y sobre muchos pueblos, el uso del nombre romano siempre indicaba ciudadanía y nunca ascendencia u origen. Las diferentes etnias crearon sus propios nombres para referirse tanto a la ciudadanía como a su genealogía. Por ello, el historiador Procopio prefiere llamar a los bizantinos «romanos helenizados», mientras que otros autores usan términos como greco-romano, buscando el referirse a ambos aspectos simultáneamente. En el mismo siglo, las invasiones de los lombardos y de los árabes resultaron en la pérdida de muchas de las provincias, entre las que se incluían Italia y todas las asiáticas excepto Anatolia. Las regiones que se mantuvieron eran mayoritariamente griegas, por lo que el Imperio se convirtió en una unidad más cohesionada que acabó por desarrollar una identidad propia. A diferencia de lo ocurrido en los siglos precedentes, existe un fuerte sentimiento nacionalista que se refleja en los documentos bizantinos de finales del primer milenio.
El fracaso de los bizantinos a la hora de proteger al Papa de los lombardos obligó a éste a pedir ayuda al rey de los francos, Pipino III. El Papa consagra a Pipino y le confiere los títulos de «Rey de los francos» y «Patricio de los romanos» (Patricius Romanorum), lo que origina un serio conflicto con los bizantinos. En el año 772, Roma deja de conmemorar al primer emperador con sede en Constantinopla, mientras que en el año 800 Carlomagno es coronado como «Emperador romano» por el propio papa, acto con el que rechaza de manera oficial al Imperio romano de Oriente como auténtico Imperio romano. De acuerdo con la interpretación que hacen los francos de los hechos, el Papa «transfirió la autoridad romana imperial de los griegos a los germanos, en el nombre de su excelencia, Carlos». A partir de ese momento, se desarrollará una disputa acerca de los derechos imperiales romanos. Uno de los argumentos esgrimidos en Occidente, ante la obviedad de la existencia de un emperador en Constantinopla, fue el afirmar que éste no podía ser el heredero del legado romano, pues los griegos no tenían nada que ver con él. El Papa Nicolás I escribe al emperador bizantino Miguel III diciendo: «Dejaste de ser llamado Emperador de los romanos, ya que los romanos de los que afirmas ser emperador son, según tu opinión, unos bárbaros».
Por tanto, el emperador en Oriente pasó a ser conocido en Occidente como el emperador de los griegos, reservándose los títulos de «Emperador romano» e «Imperio romano» para el rey de los francos. Se trató de una disputa puramente nominal, sin que se produjese reclamación de tierras alguna. No obstante, la reacción de los bizantinos ante el cambio demuestra lo cercano que el nombre de romano se había convertido para ellos. De hecho, el obispo Liutprando de Cremona, un delegado de la corte franca, fue brevemente encarcelado en Constantinopla por no referirse al «Emperador romano» por su título apropiado y en represalia porque el rey franco Otón I se hubiese proclamado «Emperador del sacro imperio romano germánico».

## Restauración del significado de «heleno»

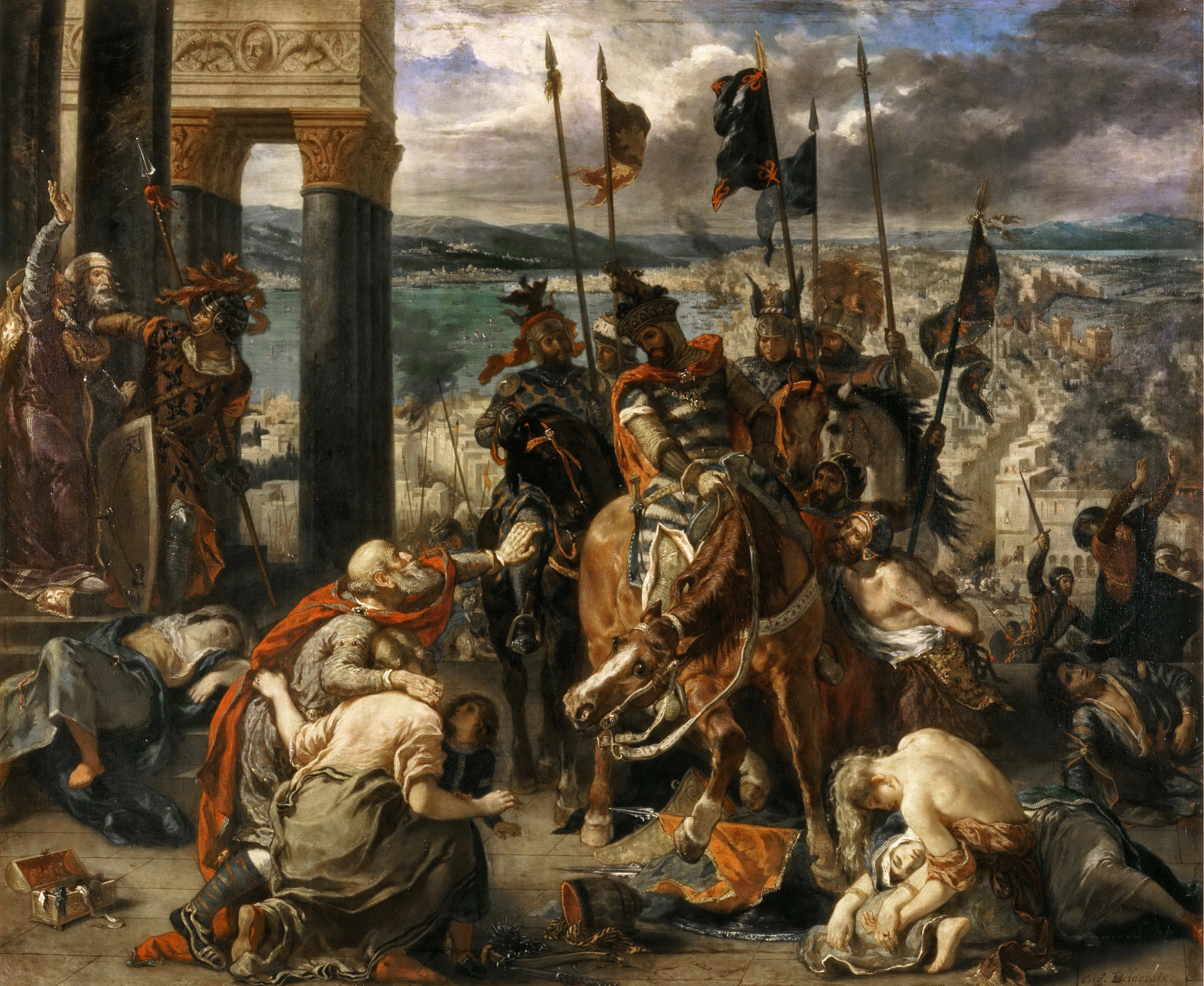
Entrada de los cruzados en Constantinopla, por Eugène Delacroix, 1840. El saqueo de Constantinopla en el año 1204 por los cruzados exacerbó el nacionalismo dentro del Imperio bizantino y creó un sentimiento de desprecio hacia los «latinos» que se ilustra en los documentos de la época. Nicetas Acominatos recoge de manera muy viva este saqueo y sus secuelas.

En el siglo IX comenzó una recuperación de significados pasados del término heleno, una vez que el paganismo había sido eclipsado y no suponía una amenaza a la supremacía del cristianismo. La recuperación de estos antiguos significados siguió una evolución similar a la que se produjo en su pérdida. Recuérdese que el nombre se había originado con un sentido nacional en la Antigüedad, se había convertido en término cultural en el periodo helenístico y había terminado con un significado religioso en los comienzos del cristianismo. En cambio, con la desaparición del paganismo y el restablecimiento de la enseñanza en el Imperio bizantino, la palabra recuperó en primer lugar su significado cultural. Finalmente, alrededor del siglo XII, retomó su sentido de «etnia griega», siendo sinónimo en ese momento de «romano».
Existen escritos del siglo XI en adelante que muestran esta restauración semántica de heleno, realizados por autores como Ana Comnena, Miguel Psellos, Juan III Vatatzés, Gemisto Pletón y otros. Por ejemplo, Comnena se refiere a sus contemporáneos como helenos, pero no usa la palabra como sinónimo de pagano. Es más, ella presume de su educación helénica clásica y de que habla como una nativa de griego, y no como una extranjera que ha aprendido el idioma.
La refundación de la Universidad de Constantinopla promovió el interés en la enseñanza, en particular de los estudios griegos. Así, el patriarca Focio afirmaba que «los estudios helénicos son preferidos sobre los de las obras espirituales». Miguel Psellos se tomó como un cumplido cuando el emperador Romano III lo alabó por haber sido educado «siguiendo el modo helénico» y calificó como debilidad del emperador Miguel IV el que éste estuviese desprovisto de una formación helénica. Por su parte, Anna Comnena afirmó que ella había «llevado su estudio del idioma helénico hasta el más alto nivel». Además, hablando acerca de un orfanato que su padre había fundado, afirma que «allí se podía ver a un niño latino siendo entrenado, a uno escita estudiando el idioma helénico, a uno romano manejando textos helénicos y a un heleno analfabeto hablando en idioma heleno correctamente».
A principios del siglo XIII, la Cuarta Cruzada, una expedición destinada inicialmente a la reconquista de Tierra Santa, acaba con el saqueo de Constantinopla por parte del ejército cruzado. Eustacio de Tesalónica se referirá a la caída de la ciudad denominando a los invasores con el nombre genérico de «latinos», en el que englobaba a todos los fieles de la Iglesia católica, y con el de «helenos» a la población dominante del Imperio. Este hecho provocó una nueva acentuación del nacionalismo griego. Nicetas Acominatos insiste en usar el nombre de helenos, enfatizando los ultrajes de los latinos a los helenos en el Peloponeso y comentando cómo el río Alfeios podría llevarles la noticia a los bárbaros de Sicilia, los normandos.
El segundo emperador de Nicea (imperio en el que se habían reorganizado los restos del Imperio bizantino), Juan III Ducas Vatatzés, le escribió una carta al papa Gregorio IX acerca de la sabiduría que «llueve sobre la nación helénica». Afirmaba que la transferencia de la autoridad imperial de Roma a Constantinopla había tenido un carácter nacional y no geográfico, por lo que no pertenecía ahora a los «latinos» que habían ocupado la ciudad. En cambio, según sostenía, el legado de Constantino había pasado a los helenos y sólo ellos eran sus herederos y sucesores. Su hijo, Teodoro II Láscaris, se ocupó de extender el nombre de helenos con auténtico fervor nacionalista. Así, afirmó que «la helénica destaca entre todas las demás lenguas» o que  «toda clase de filosofía y forma de conocimiento es un descubrimiento de los helenos... ¿Qué tenéis que mostrar, vosotros, italianos?».
La evolución del nombre fue lenta y nunca acabó por reemplazar a «romano» por completo. De este modo, Nicéforo Grégoras denominó a su trabajo histórico Historia Romana. Por su parte, el emperador Juan VI Cantacuzeno, un gran partidario de la educación griega, en sus propias memorias siempre se menciona a los bizantinos con el nombre de romanos. No obstante, en una carta enviada por el sultán de Egipto, Naser Hasan Ben Mohamed, éste alude al emperador por el nombre de «Emperador de los helenos, búlgaros, sasánidas, rumanos, rusos, alanos», pero no de los «romanos». Ya en los últimos años del Imperio, Gemisto Pletón le señaló a Constantino XI que los hombres que dirigía eran «helenos, tal y como su raza, lenguaje y educación testifica», mientras que Laónico Calcocondilas era partidario de sustituir completamente la terminología romana por la griega. El propio Constantino terminó por proclamar a Constantinopla como "el refugio de los cristianos, esperanza y deleite de todos los helenos". El mismo emperador, en su último discurso antes de la desaparición del Imperio, llamó a su audiencia a concentrarse en las defensas refiriéndose a ellos como los «descendientes de los helenos y los romanos», en un intento de combinar el sentimiento nacional con la tradición romana del Imperio bizantino, ambos respetados por los sujetos presentes.

## Los bizantinos (Βυζαντινοί)
El término «Imperio bizantino» fue introducido por el historiador germano Hieronymus Wolf, alrededor de un siglo después de la caída de Constantinopla. Este autor introdujo un nuevo sistema de historiografía bizantina en su obra Corpus Historiae Byzantinae a fin de distinguir la historia de la antigua Roma de la historia de la Grecia medieval, sin necesidad de aludir a los predecesores históricos. Varios historiadores adoptaron esta terminología, entre ellos Montesquieu, que sería quién más la popularizaría en el siglo XVIII, aunque su uso fue minoritario, prefiriéndose el término «Imperio griego». Por ejemplo, los historiadores ingleses preferían emplear la terminología romana; en cambio, los franceses prefirieron usar la palabra griego. El término reapareció a mediados del siglo XIX y ha dominado desde entonces la historiografía. Esto ha ocurrido incluso en Grecia, a pesar de las objeciones notables como la de Konstantinos Paparrigópulos. Pocos investigadores griegos adoptaron la terminología en aquel momento, popularizándose la misma en la segunda mitad del siglo XX.

## Edades moderna y contemporánea
En el año 1453, los turcos otomanos toman Constantinopla, provocando la caída del Imperio bizantino. A partir de este momento, se va a librar un fiero y prolongado debate ideológico en torno a los tres nombres nacionales rivales que poseían los griegos. Esta contienda se suavizó tras la Guerra de la independencia de Grecia, pero no se resolvió completamente hasta el siglo XX, tras la pérdida del Asia Menor ante los turcos.
Desde la Alta Edad Media, la noción de «heleno» como persona de origen griego estaba firmemente establecida. No obstante, la mayoría de la población seguía considerándose «romana», es decir, descendiente del Imperio bizantino. Esto ocurría sobre todo en las zonas rurales alejadas de los centros urbanos. A modo de ejemplo, el poeta y revolucionario griego Rigas Feraios llamaba a «búlgaros y albanos, armenios y romanos» a levantarse en armas contra los otomanos. «Griego» era el menos popular de los tres términos, aunque era bastante usado por los eruditos e investigadores. De este modo, Adamantios Koraís, un famoso clasicista griego, justificaba su preferencia por el término en su obra Diálogo entre dos griegos: «Nuestros antepasados solían llamarse a sí mismos griegos, pero más tarde tomaron el nombre de helenos de un griego llamado Heleno. Uno de los dos es, por lo tanto, nuestro nombre verdadero. Yo prefiero usar griego porque así es como las ilustradas naciones de Europa nos conocen». Para Koraís, helenos era el nombre de los habitantes precristianos de Grecia.
La ausencia del estado bizantino hizo que el uso de romano descendiese paulatinamente, permitiendo a heleno recuperar el puesto de denominación principal. Una vez que el término fue ampliamente aceptado por los líderes políticos y espirituales de la región, su empleo se extendió rápidamente al resto de la población. Esto ocurrió sobre todo durante el comienzo de la Guerra de la independencia, en la que muchos dirigentes militares distinguían entre los romanos inactivos y los griegos rebeldes. En particular, el general Theodoros Kolokotronis remarcó esta distinción al dirigirse siempre a sus tropas revolucionarias con el nombre de helenos y al llevar siempre un casco griego antiguo. Por su parte, el general Ioannis Makrygiannis hizo referencia a un sacerdote que cumplía con su deber en el seno de los romanos (civiles), pero que espiaba en secreto para los helenos (revolucionarios).
Los ciudadanos del nuevo estado independiente pasaron a llamarse helenos, en referencia a la Antigua Grecia. Este hecho produjo una atención excesiva sobre ese periodo de la historia, dejándose de lado etapas más recientes y con legados también importantes, como la bizantina. Esta tendencia clasicista se moderó debido al impulso de la «Gran Idea» griega, o Panhelenismo. Este movimiento pretendía la creación de un gran estado helénico, que agrupase a todos los pueblos de lengua y etnia griegas. En particular, buscaba la recuperación de Constantinopla, capital del viejo imperio.

## El topónimo «Grecia» en diferentes idiomas
En la mayoría de las lenguas europeas y en todas las otras que han tomado el nombre de alguna de ellas, la denominación de los griegos posee un grupo «gr-» inicial. Esta raíz deriva del nombre latino graecus, antiguo gentilicio que usaban los romanos. La siguiente lista recoge algunos de estos calificativos:
| - Afrikáans: Griekeland - Albanés: Greqia - Alemán: Griechenland - Búlgaro: Гърция (Gǎrcija) - Catalán: Grècia - Checo: Řecko - Córnico: Pow Grek - Croata: Grčka - Danés: Grækenland - Eslovaco: Grécko - Esloveno: Grčija - Español: Grecia | - Estonio: Kreeka - Galés: Groeg - Gallego: Grecia - Finés: Kreikka - Francés: Grèce - Frisón: Grikelân - Húngaro: Görögország - Inglés: Greece - Irlandés: An Ghréig - Islandés: Grikkland - Italiano: Grecia - Japonés: ギリシャ (Girisha) | - Letón: Grieķija - Lituano: Graikija - Maltés: Greċja - Neerlandés: Griekenland - Polaco: Grecja - Portugués: Grécia - Rumano: Grecia - Ruso: Греция (Gretsia) - Serbio: Грчка / Grčka - Sueco: Grekland - Ucraniano: Греція (Hretsia) - Vasco: Grezia |

En el Cercano Oriente, se usa una raíz común para denominar a los griegos: yun o ywn. La expansión de este término por las lenguas semíticas probablemente se deba a su uso en la Tabla de las Naciones en el Génesis 10.1-32. Esta tabla recoge la lista de los descendientes de Noé y de las naciones que éstos fundaron. Los griegos aparecen bajo el nombre de Javán, hijo de Jafet. Javán es un nombre paralelo a Jonia, la región griega del Asia Menor.
| - Árabe: يونان (Yūnān) - Arameo: ܝܘܢ o יון (Yawan) - Armenio: Հունաստան (Hounastan) - Azerí: Yunanıstan | - Hebreo bíblico: יָוָן (Yāwān) - Hebreo moderno: יוון (Yavan) - Hindi: यूनान (Yūnān) - Indonesio: Yunani | - Kurdo: Yewnanistan - Persa: یونان (Yūnān) - Turco: Yunanistan |

La tercera raíz es hl, derivada del nombre helenos. La usan unos pocos idiomas en el mundo, entre los que está el griego:
| - Chino: 希臘 (Xīlà) - Coreano: 희랍 (Huirap) | - Griego: Hellás o Ellada - Sistema politónico: Ἑλλάς o Ἑλλάδα - Sistema monotónico: Ελλάς o Ελλάδα | - Noruego: Hellas - Vietnamita: Hy Lạp |

En el idioma georgiano, la raíz para griego es -berdz-, por lo que Grecia es Saberdzneti.